# Barrage de Kaymaz
Le barrage de Kaymaz est un barrage en Turquie. Le village de Kaymaz est dans le district de Sivrihisar de la province d'Eskişehir.

## Sources
- (en) « Dam », sur Agence gouvernementale turque des travaux hydrauliques (DSİ)